# (789) Lena
(789) Lena es un asteroide perteneciente al cinturón de asteroides descubierto el 24 de junio de 1914 por Grigori Nikoláievich Neúimin desde el observatorio de Simeiz en Crimea.
Está nombrado por Elena Petrovna «Lena» Neúimina (1860-1942), madre del descubridor.